# Aleksandar Vezenkov
Aleksandar «Aleks» Vezenkov (búlgar: Александър "Алекс" Везенков; grec: Αλεξάντερ "Αλέξ" Βεζένκοφ, Alexander "Alex" Vezenkof, nascut el 6 d'agost de 1995), conegut comunament com a Sasha Vezenkov (grec: Σάσα Βεζένκοφ), és un jugador de bàsquet professional de nacionalitat búlgara i grega, que actualment juga a l'Olympiakos de l'A1 Ethniki.